# Karasumi

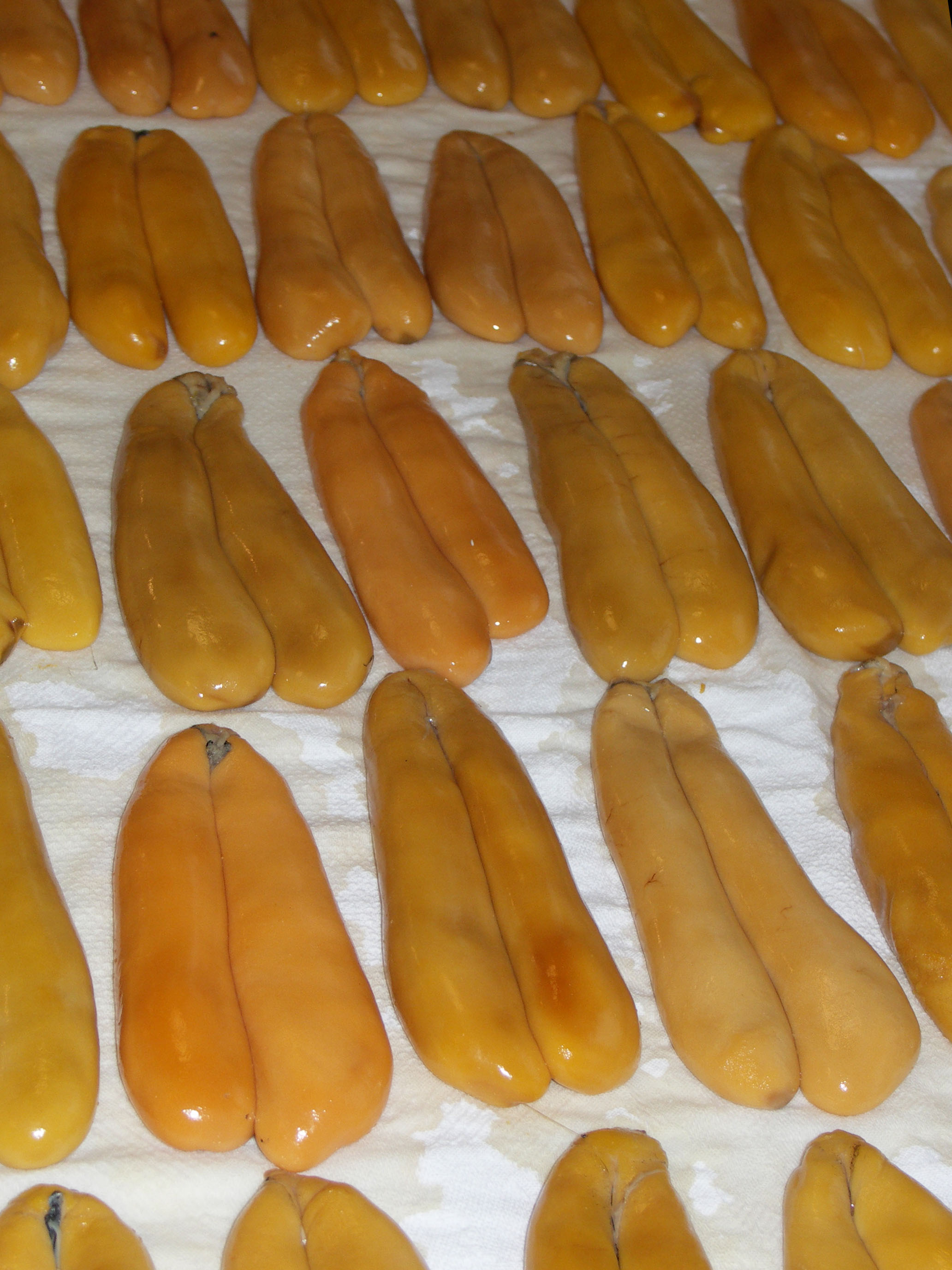
Ovas de tainha preparadas em Japão, secando. As veias são extraídas das ovas, que são posteriormente prensadas, desidratas e salgadas até que a textura e a consistência desejável seja obtida.

Karasumi (em japonês:  カラスミ (鱲子), romaji: karasumi) é um alimento feito ao se salgar as ovas de tainha, prensá-las e secá-las (geralmente à luz do sol). Uma teoria sugere que o seu nome vem de sua semelhança com os blocos de sumi (bastão de tinta), importados da China (Kara). O karasumi é uma iguaria de preços elevados, geralmente consumida enquanto se bebe saquê.
É uma especialidade de Nagasáqui, e, juntamente com o uni (ovas de ouriço-do-mar salgadas) e o konowata forma os "três chinmi do Japão". A cidade de Tungkang, em Taiwan, também se especializou na iguaria.